# 黄宏儒
黄宏儒（1900年—1982年），男，湖北黄安人，中华人民共和国政治人物，曾任中共湖北省纪委副书记、省监委副书记，湖北省政协副主席。